# Tarsomys echinatus
Tarsomys echinatus là một loài động vật có vú trong họ Chuột, bộ Gặm nhấm. Loài này được Musser & Heaney miêu tả năm 1992.

## Hình ảnh

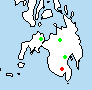